# فرنسيس ستريت
فرنسيس ستريت (16 فبراير 1851 بهامبستاد في المملكة المتحدة - 4 يونيو 1928 في أستراليا) (بالإنجليزية: Francis Street)‏ هو لاعب كريكت بريطاني (وحمل سابقاً جنسية المملكة المتحدة لبريطانيا العظمى وأيرلندا). لعب مع Kent County Cricket Club ‏.

## وصلات خارجية
- فرنسيس ستريت على موقع إي آس بي آن كريك إنفو (الإنجليزية)